# Cellule disciplinaire
Dans une prison, une cellule disciplinaire, surnommée « mitard » ou « cachot » , est une cellule permettant de sanctionner un prisonnier. Limitée dans le temps (30 jours en France), la mesure de mise en cellule disciplinaire ne doit pas être confondue avec une mise à l'isolement.